# Md. Tafazzul Islam
Md. Tafazzul Islam (né le 8 février 1943) est un Bangladais qui a été le 17e juge en chef du Bangladesh.

## Jeunesse et études
Islam est né de Majeda Khatun et de Momtazuddin Ahmed, un superintendant de la police à la retraite. Sa femme, Humaira Islam, est la directrice exécutive fondatrice de la Fondation Shakti, une organisation non gouvernementale qui se consacre à l'autonomisation des femmes défavorisées. Islam est titulaire d'une licence en histoire (avec mention) de l'université de Dacca, et a poursuivi sa maîtrise dans la même matière, puis son LLB. Il a ensuite suivi le cours professionnel du barreau en 1967. Islam s'est classé premier en récitation bangla lors du concours littéraire du Salimullah Muslim Hall en 1959 et 1960. Pendant qu'il suivait le cours de formation professionnelle à Londres, il était présentateur de nouvelles à la BBC,.

## Carrière
Islam a été admis au barreau d'Angleterre et du Pays de Galles par la Honourable Society of Lincoln's Inn en 1967. Il s'est inscrit comme avocat à la Haute Cour du Pakistan oriental en 1969. Plus tard, en 1980, il est devenu avocat à la division d'appel de la Cour suprême du Bangladesh.
Il a été élevé à la magistrature en 1994, en tant que juge de la Haute Cour de Dacca, puis à la division d'appel de la Cour suprême du Bangladesh en 2003. En 2009, il a été nommé juge en chef du Bangladesh.
Pendant la période où il était avocat, Islam a été activement associé à la profession d'enseignant. Il a été professeur adjoint au City Law College, où il a enseigné la loi sur le transfert de propriété de 1882 et l'équité et la confiance. Il a également enseigné le droit des sociétés à l'Institute of Business Administration de l'université de Dacca et a été examinateur en droit à l'université de Dacca également. En tant que membre de la Commission du droit des sociétés du Bangladesh, il a participé activement à la rédaction de la Bank Company Act, en 1991 et de la Companies Act, en 1994.
Alors qu'il était juge à la Haute Cour, il a également occupé les fonctions de président du comité d'inscription du Bangladesh Bar Council, de 2004 à 2008, et de président de la Bangladesh Judicial Service Commission en 2008-2009.

## Jugements
Islam a été le principal auteur de plusieurs jugements marquants, jetant les bases du développement des lois et établissant des précédents importants. Il s'agit notamment des jugements sur l'abrogation du cinquième amendement de la Constitution du Bangladesh,, de la confirmation du jugement de la Haute Cour condamnant les assassins de Sheikh Mujibur Rahman,, de l'élargissement des pouvoirs de la Haute Cour en vertu de la loi sur les sociétés de 1994 pour protéger les intérêts des actionnaires minoritaires, et de l'annulation de la décision de la Haute Cour d'autoriser la construction de marchés en violation des dispositions des lois sur l'environnement.